# Turn! Turn! Turn!
A Turn! Turn! Turn! a The Byrds egyik albuma.

## Az album dalai
1. Turn! Turn! Turn! (to Everything There is a Season) (A Prédikátor könyve – Pete Seeger) – 3:49
2. It Won't Be Wrong (Roger McGuinn – Harvey Gerst) – 1:58
3. Set You Free This Time (Gene Clark) – 2:49
4. Lay Down Your Weary Tune (Bob Dylan) – 3:30
5. He Was a Friend of Mine (Tradicionális, Roger McGuinn feldolgozása) – 2:30
6. The World Turns All Around Her (Gene Clark) – 2:13
7. Satisfied Mind (Red Hayes – Jack Rhodes) – 2:26
8. If You're Gone (Gene Clark) – 2:45
9. The Times They Are A-Changin' (Bob Dylan) – 2:18
10. Wait and See (Roger McGuinn – David Crosby) – 2:19
11. Oh! Susannah (Stephen Foster) – 3:03

### Új dalok az 1996-os kiadáson
1. The Day Walk (Never Before) (Gene Clark) – 3:00
2. She Don't Care About Time (Gene Clark) – 2:29
3. The Times They Are A-Changin' (Bob Dylan) – 1:54
4. It's All Over Now, Baby Blue (Bob Dylan) – 3:03
5. She Don't Care About Time (Gene Clark) – 2:35
6. The World Turns All Around Her (Gene Clark) – 2:12
7. Stranger in a Strange Land (David Crosby) – 3:04

## Kislemezek
- Turn! Turn! Turn! (to Everything There is a Season)/She Don't Care About Time – 1965. október 1.
- Set You Free This Time/It Won't Be Wrong – 1966. január 10.

## Kiadások
| Ország                                                                              | Dátum             | Kiadó            | Formátum  | Katalógus    | Megjegyzés               |
| ----------------------------------------------------------------------------------- | ----------------- | ---------------- | --------- | ------------ | ------------------------ |
| USA                                                                                 | 1965. december 6. | Columbia Records | nagylemez | CL 2454      | Monó kiadás.             |
|                                                                                     |                   |                  | nagylemez | CS 9254      | Sztereó kiadás.          |
|                                                                                     | 1990. október 25. |                  | CD        | CK 9254      | Első CD-kiadás.          |
|                                                                                     | 1996. április 30. | Columbia/Legacy  | CD        | CK 64846     | Új kiadás hét új dallal. |
| Egyesült Királyság                                                                  | 1996. május 6.    | Columbia/Legacy  | CD        | COL 483706 2 | Új kiadás hét új dallal. |
| A címadó dalnak nem készült sztereó keverése, így minden kiadáson monóban hallható. |                   |                  |           |              |                          |

## Közreműködők
- Jim McGuinn – ének, gitár, bendzsó
- Gene Clark – ének, csörgődob
- David Crosby – ének, gitár
- Chris Hillman – basszusgitár, mandolin
- Michael Clarke – dob, ütőhangszerek, szájharmonika

### Produkció
- Ray Gerhardt – hangmérnök
- Guy Webster – borítókép
- Terry Melcher – producer

## Külső hivatkozások
- Ismertető az albumról a ByrdWatcher honlapján